# Artibeus
Artibeus es un género de murciélagos frugívoros neotropicales que pertenecen a la subfamilia Stenodermatinae. El género cuenta con 18 especies, las cuales son nativas de Centro y Sur América.

## Descripción
Estos murciélagos miden en promedio de 5 a 10 cm de largo y pesan de 10 a 85 g. EL pelaje es color café o gris en la parte de arriba; el lado de abajo es brillante. En unas pocas especies, la cara tiene cuatro líneas blancas o difusas. El patagio, la piel entre las extremidades inferiores, es muy pequeña y carecen de cola. Las orejas son acuminadas y al igual que otros murciélagos filostómidos la nariz tienen una pequeña y aguda hoja que es usada para la ecolocalización.

## Distribución geográfica y hábitat
Estos murciélagos se encuentran desde el norte de México y las Bahamas hasta el norte de Argentina, incluyendo las Antillas. Viven en diferentes ambientes variados, desde bosques hasta pastizales.

## Dieta, reproducción y comportamiento social
Al igual que la mayoría de los murciélagos, son nocturnos. Durante el día descansan en cuevas, casas y otros escondites. Algunas especies usan grandes hojas de plantas en donde construyen carpas que les ofrecen refugio contra las inclemencias del tiempo y los depredadores. Muchas especies viven en grupos grandes. Artibeus jamaicensis – la especie mejor estudiada – forma grupos compuestos de uno a tres machos y tres a 14 hembras con sus crías.
Su dieta consiste principalmente de frutos, pero también comen polen e insectos.
Poco se conoce a cerca de la reproducción de la mayoría de las especies.A. jamaicensis tiene un período de gestación de 112 a 120 días, pero que puede ser extendido hasta 180 días debido a dormancia. Las crías son un cachorro, que es destetado después de dos meses y alcanza la madurez sexual entre los 8 y los 12 meses. Murciélagos en cautiverio han llegado a vivir 10 años.
Tres de las 18 especies, Artibeus fraterculus, Artibeus hirsutus, y Artibeus inopinatus, están en peligro de acuerdo con la UICN.

## Taxonomía

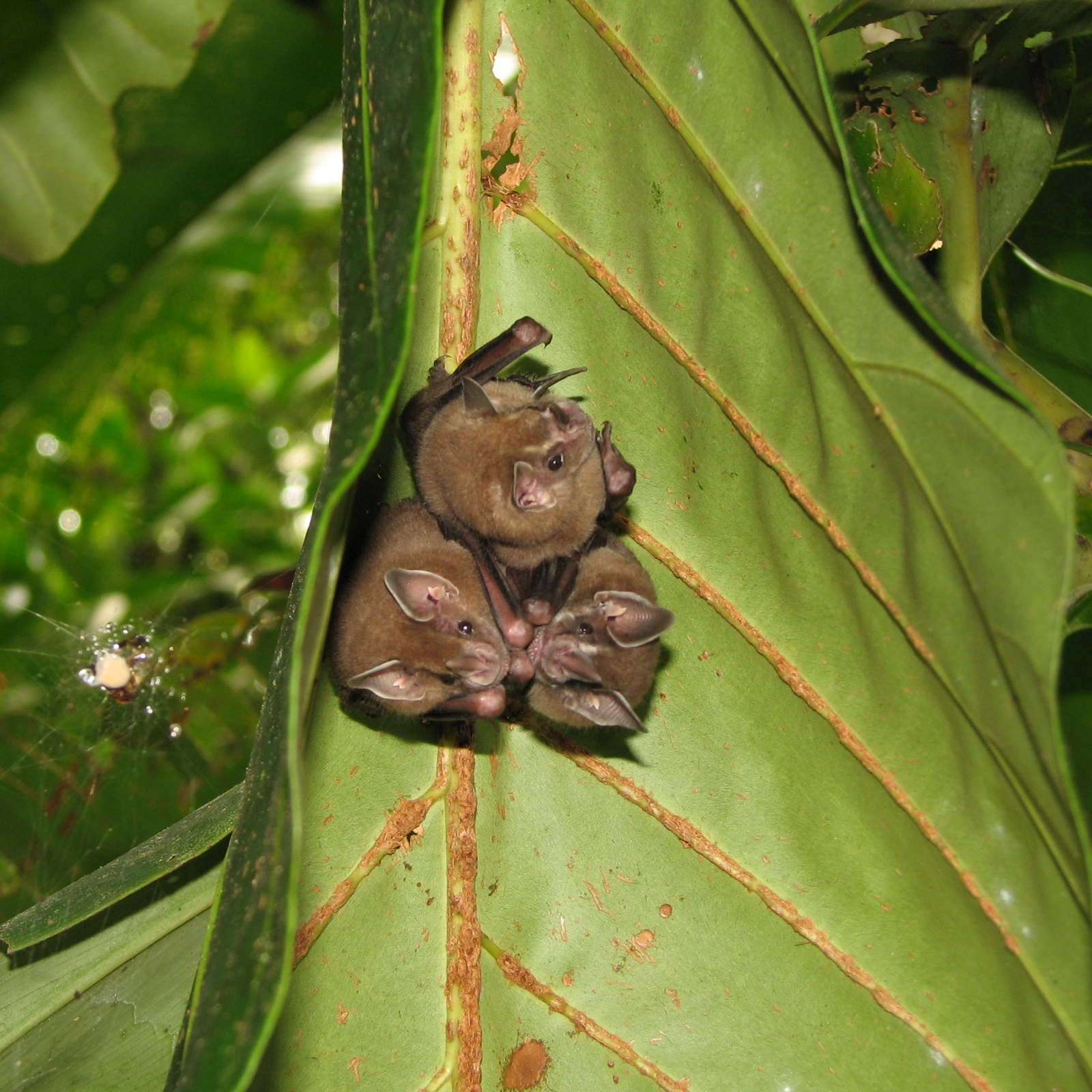
Artibeus sp. durmiendo en el día bajo una hoja.

El género está dividido en tres subgéneros Artibeus, Koopmania, y Dermanura). Para algunos taxónomos estos son géneros discretos, algunas veces Enchisthenes hartii está integrado en estos géneros. Wilson & Reeder (2005) diferencian entre las siguientes 18 especies:
- Subgénero Artibeus
  - Artibeus amplus vive en Colombia, Venezuela, y Guyana.
  - Artibeus fimbriatus habita en el sur de Brasil, en Paraguay y en el Norte de Argentina.
  - Artibeus fraterculus conocido solo en Ecuador y Perú. Está en peligro de extinción.
  - Artibeus hirsutus vive en el Oeste de México y está en peligro de extinción.
  - Artibeus inopinatus vive en Centroamérica (El Salvador, Nicaragua, y Honduras). Está en peligro de extinción.
  - Artibeus jamaicensis se distribuye desde las Bahamas y el Norte de México hasta el Norte de Argentina.
  - Artibeus lituratus se distribuye desde el Sur de México hasta el Norte de Argentina.
  - Artibeus obscurus vive en la Amazonía.
- Subgénero Dermanura
  - Artibeus anderseni vive en el Norte de Sur Ameríca (desde Perú hasta Guyana Francesa).
  - Artibeus aztecus se distribuye desde el Centro de México México hasta Panamá.
  - Artibeus cinereus vive en el Amazaonas.
  - Artibeus glaucus se distribuye desde el Norte de Sur América (desde Colombia a Bolivia).
  - Artibeus gnomus se distribuye desde Perú a Guyana Francesa).
  - Artibeus incomitatus se conoce sólo en la isla Escudo de Veraguas en la costa norte de Panamá.
  - Artibeus phaeotis se distribuye desde México hasta Perú y Guyana.
  - Artibeus toltecus se distribuye desde el Norte de México hasta el Oeste de Colombia.
  - Artibeus watsoni vive en Centroamérica (Sur de México a Colombia).
- Subgenus Koopmania
  - Artibeus concolor vive en el Amazonas.

## Literatura
- Ronald M. Nowak: Walker's Mammals of the World. The Johns Hopkins University Press, Baltimore 1999, ISBN 0-8018-5789-9.
- Don E. Wilson, DeeAnn M. Reeder (Ed.): Mammal Species of the World. 3. Edición. The Johns Hopkins University Press, Baltimore 2005, ISBN 0-8018-8221-4.